# Karben
Karben è una città tedesca situata nel land dell'Assia.